# Stefan George Stiftung
Die Stefan George Stiftung ist eine literarische Stiftung, die dem Werk des deutschen Lyrikers Stefan George (1868–1933) gewidmet ist. Die 1959 durch Robert Boehringer gegründete und vom Land Baden-Württemberg seither als gemeinnützig anerkannte Stiftung hat ihren Sitz in Stuttgart und unterhält das Stefan George Archiv in der Württembergischen Landesbibliothek. Zum 31. Dezember 2025 wird die Stiftung aufgelöst, Eigentum und Aufgaben gehen auf das Land Baden-Württemberg über.

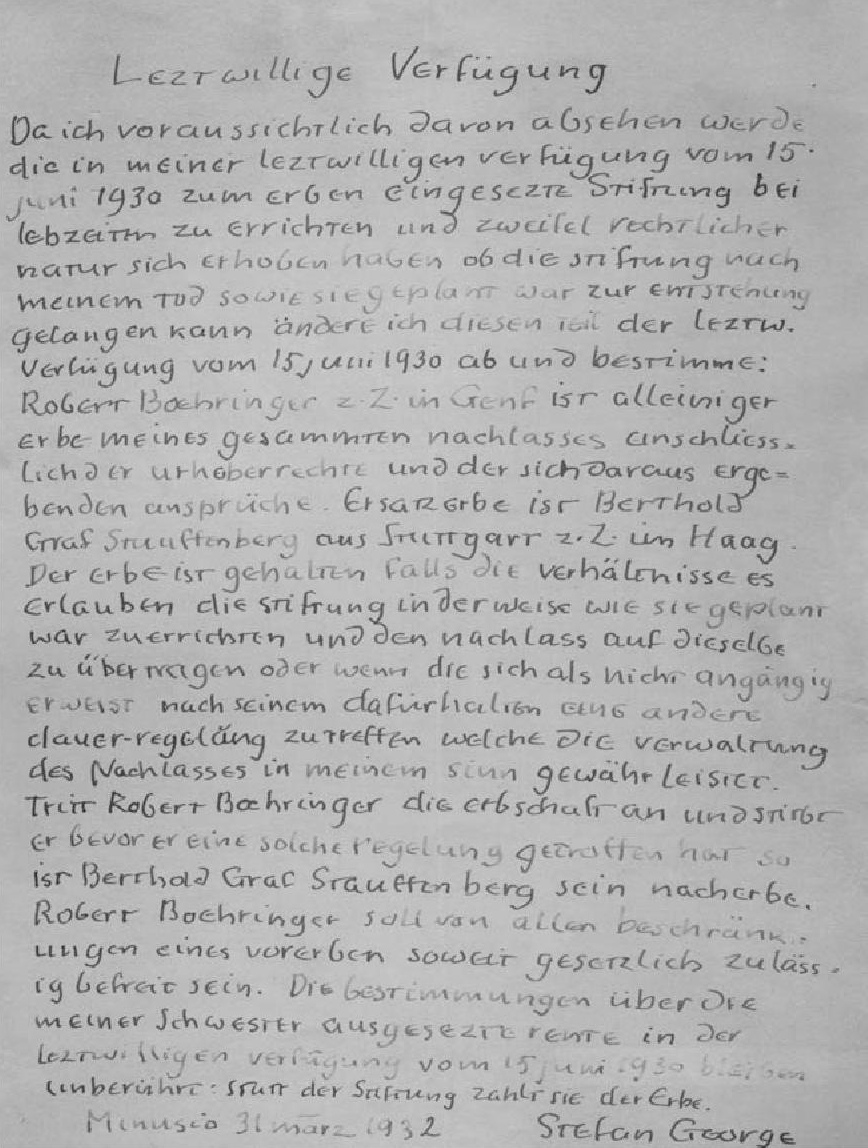
Leztwillige Verfügung Stefan Georges vom 31. März 1932, in der er seine Erben mit der Errichtung einer Stiftung beauftragt

## Geschichte
Überlegungen zur Gründung einer Stiftung gehen bis in das Jahr 1926 zurück. Die Idee stammte von Ernst Morwitz, einem langjährigen Freund und Vertrauten Georges, der als Rat am Preußischen Kammergericht in Berlin tätig war. Er machte den bereits seit 1915 immer wieder kränkelnden George auf die Möglichkeit eines Übertrags seiner Urheberrechte an eine Stiftung aufmerksam: „Die Stiftung ist nötig, um die Urheberrechte von deiner Person zu trennen, so dass sie bei Tod verselbständigt sind und nicht auf die Erben übergehen.“ Ein (wohl hauptsächlich von Morwitz ausgearbeiteter) Vertrag mit dem Georg Bondi Verlag aus dem Jahr 1927, in dem vor allem die Rechte an der ersten Gesamt-Ausgabe (1927–1934) festgelegt wurden, enthielt bereits einen „Artikel 9: Stiftung“, der den Übertrag der Urheberrechte auf eine Stiftung oder einen literarischen Nachlassverwalter (als solcher wurde „voraussichtlich“ Morwitz ins Auge gefasst) ermöglichte. Ein Testament Georges vom 15. Juni 1930 sieht dann statt Morwitz Robert Boehringer (ebenfalls langjähriger Freund und Vertrauter Georges) sowie die jüngeren Freunde Johann Anton und Max Kommerell als Rat einer Stiftung „Das Werk Stefan Georges“ vor, die in der Schweiz gegründet werden sollte. Dieser Plan scheiterte jedoch an der Absage Kommerells, der sich damit vom George-Kreis löste, und dem Selbstmord Antons wenig später.
Daraufhin verfasste George am 31. März 1932 eine neue letztwillige Verfügung, in der nun Robert Boehringer zum Alleinerben des literarischen Nachlasses und der Urheberrechte ernannt wurde. Als Ersatz- und Nacherbe wurde Berthold Schenk Graf von Stauffenberg eingesetzt. Zur geplanten Stiftung hieß es in dem Testament: „Der erbe ist gehalten falls die verhältnisse es erlauben die stiftung in der weise wie sie geplant war zu errichten und den nachlass auf dieselbe zu übertragen oder wenn die sich als nicht angängig erweist nach seinem dafürhalten eine andere dauer-regelung zu treffen welche die verwaltung des Nachlasses in meinem sinn gewährleistet.“ Als George am 4. Dezember 1933 in Minusio starb, war die Gründung einer Stiftung noch immer nicht gesichert. Berthold von Stauffenberg legte bereits im Januar 1934 in Abstimmung mit Boehringer die weitere Erbfolge fest: Der Bildhauer Frank Mehnert, der George in seinen letzten Lebensjahren besonders nahegestanden hatte, wurde zum zweiten Ersatzerben ernannt, gefolgt von Albrecht von Blumenthal und Claus Schenk Graf von Stauffenberg, Bertholds Bruder. Die Erben machten sich daran, den Nachlass zu sichern; sie kauften die Hälfte von Georges Elternhaus in Bingen am Rhein, das im Zweiten Weltkrieg zerbombt wurde. Den dort gelagerten handschriftlichen Nachlass hatten die Erben jedoch bereits vorher zu Boehringer in die Schweiz geschafft, auch Georges Bibliothek überstand den Krieg an verschiedenen Orten.
Boehringer begann mit dem Aufbau eines Archivs in seinem Genfer Privathaus, indem er Kontakt zu Freunden und Bekannten Georges (George-Kreis) bzw. deren Erben suchte. So gelang es ihm bereits in den 1930er Jahren, wichtige Nachlassteile aus den Hinterlassenschaften von Friedrich Wolters, Ida Coblenz und Hugo von Hofmannsthal zusammenzutragen. Boehringer, der in der Schweiz blieb, war der einzige Erbe, den der Krieg und die nationalsozialistische Gewaltherrschaft verschonten: Berthold und Claus von Stauffenberg wurden nach dem von ihnen verübten Attentat vom 20. Juli 1944 hingerichtet, Frank Mehnert fiel im Osten, Albrecht von Blumenthal nahm sich das Leben. Viele frühere Freunde Georges waren vor politischer und rassistischer Verfolgung ins Exil nach Amerika oder Australien geflohen, andere hatten sich in das nationalsozialistische System verstrickt und misstrauten dem liberalen Boehringer. Dieser nahm trotzdem Kontakt zu den Überlebenden auf und begann mit dem Aufbau einer Sammlung von Handschriften und wertvollen Erstausgaben. 1946 lernte er Wilhelm Hoffmann kennen, den Direktor der Württembergischen Landesbibliothek, der ihn beim Aufbau der Stiftung unterstützte und parallel in seiner Landesbibliothek eine Forschungsbibliothek zu George und seinem Kreis zusammentrug.
Mit der Unterstützung von Hoffmann und Boehringers Anwältin Maria Plum konnte die Stiftung schließlich 1959 als gemeinnützige Stiftung bürgerlichen Rechts gegründet werden: Am 30. Juli des Jahres genehmigte das Kultusministerium des Landes Baden-Württemberg die Stiftungsurkunde, am 10. August 1959 unterzeichnete Robert Boehringer. Das Anfangskapital betrug 208.000 DM, davon waren 8.000 DM nicht anzutastendes Grundkapital. Der erste Stiftungsrat bestand aus Boehringer, Hoffmann und Plum. Boehringer übertrug schon bald, wie in Georges Testament vorgesehen, die Urheberrechte der Stiftung, die sie verwaltete, bis sie zum 1. Januar 2004 ausliefen. Die in Boehringers Privatbesitz befindlichen Nachlassbestände wurden nach und nach in die Württembergische Landesbibliothek überführt. 1974 übernahm nach dem Tod Boehringers der Altphilologe Georg Peter Landmann (Sohn Edith und Julius Landmanns) die Leitung der Stiftung. Mitglieder des Stiftungsrats wurden außerdem die Editionsphilologin Elisabeth Höpker-Herberg, die sich an der Konzeption der Sämtlichen Werke beteiligte, der Leiter des Marbacher Literaturarchivs Bernhard Zeller und Christoph Perels, der Leiter des Freien Deutschen Hochstifts (seit 1990). Nach dem Tod Zellers 2008 wurde der Leiter des Marbacher Literaturarchivs und George-Forscher Ulrich Raulff in den Stiftungsrat aufgenommen. Von 1990 bis 2001 war Hans-Peter Geh in Nachfolge Landmanns der dritte Vorsitzende der Stiftung, auf ihn folgen Christoph Perels bis 2009 und Wolfgang Graf Vitzthum bis 2017 als Stiftungsratsvorsitzende.
Seit 2018 ist der Literaturwissenschaftler Ernst Osterkamp Vorsitzender des Stiftungsrats, dem außerdem noch die Historikerin Carola Groppe, Sandra Richter, die Leiterin des Marbacher Literaturarchivs, Wolfgang Graf Vitzthum, Rupert Schaab, Christoph Schücking und Michael Thimann angehören.

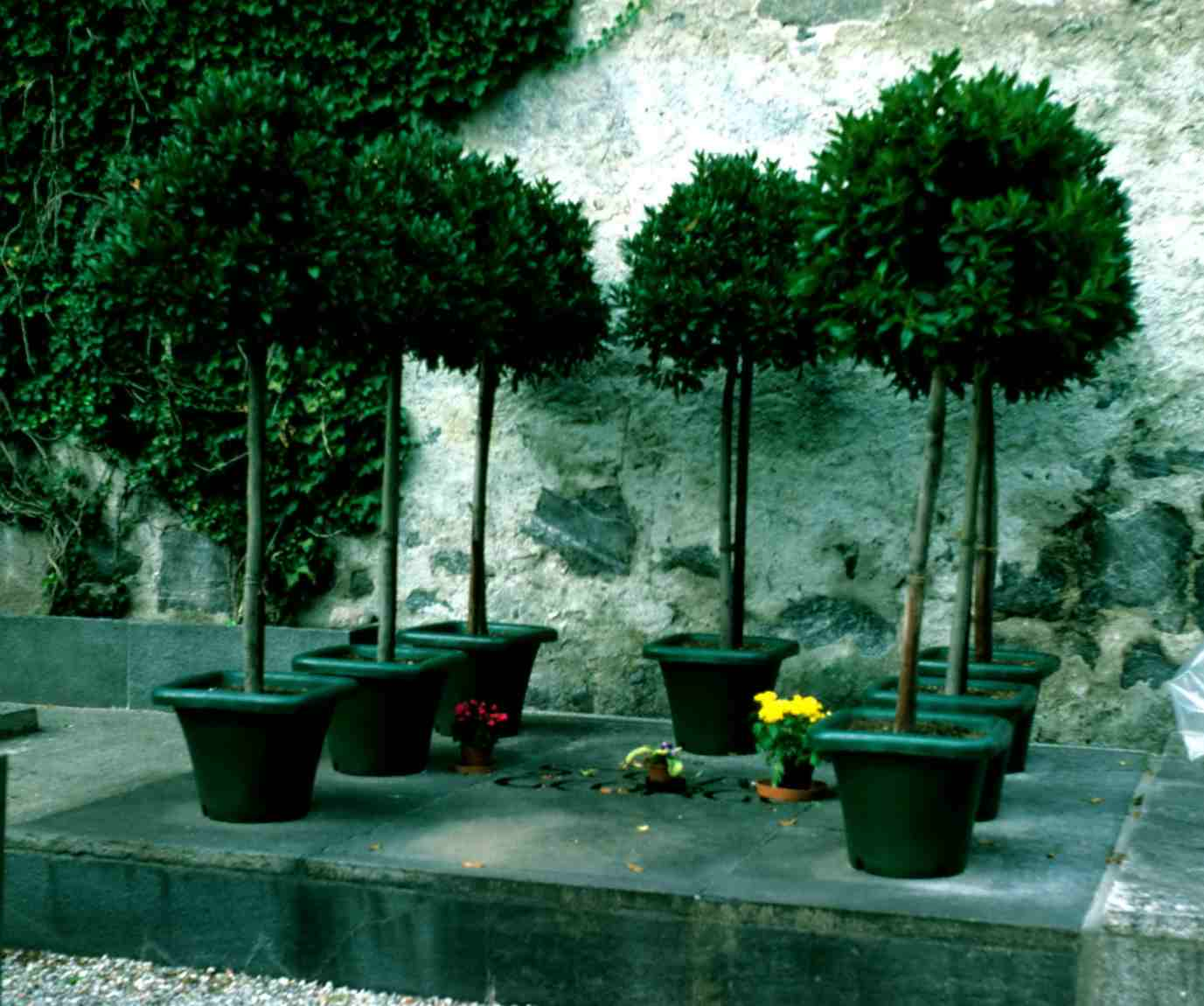
Stefan Georges Grab in Minusio ist heute in Besitz der Stiftung

## Aufgaben
Laut Satzung fördert die Stiftung „Wissenschaft und Forschung, Kunst und Kultur, indem sie im Sinne Stefan Georges der Wirkung seines Werkes dient. Zu diesem Zweck unterhält sie das Stefan George Archiv“: Die Satzung stellt außerdem fest: „Das Archiv ist Arbeitsstelle für Ausgaben der Werke Stefan Georges und für die bibliographische Erfassung aller Publikationen zu George und seinem Kreis. Seine Aufgabe besteht zusätzlich zu den editorischen Arbeiten in der Ordnung, Sicherung, Verzeichnung und Erschließung sowie im Ausbau der vorhandenen Bestände. Es betreibt eigene und fördert fremde Forschung.“ Neben der Trägerschaft des Stefan George Archivs hat die Stefan George Stiftung satzungsgemäß die Aufgabe zur Pflege von Stefan Georges Grab in Minusio am Lago Maggiore.
Im Bestand des Stefan George Archivs befinden sich neben Stefan Georges eigenem Nachlass mehr als 60 weitere Nachlässe, Teilnachlässe und Sammlungen von Personen aus dem George-Kreis. Handschriften- wie Bibliotheksbestände stehen der Forschung im George-Archiv nach Anmeldung zur Verfügung. Die im Archiv entstandene, kritische Edition der Sämtlichen Werke Georges konnte 2013 abgeschlossen werden, es schlossen sich unterschiedliche Editionsprojekt an. Im Archiv erarbeitet und online publiziert wird zudem die Stefan-George-Bibliographie-online, die alle ihr bekannt werdenden Druckwerke zu Stefan George und dem George-Kreis verzeichnet und zugleich Bestandsverzeichnis der Druckschriftensammlung des Stefan George Archivs ist.